# Governació de Tunis
La governació o wilaya de Tunis (àrab: ولاية تونس, wilāyat Tūnis) és una divisió administrativa de primer nivell de Tunísia situada a la part centre-oriental del nord del país, a la costa mediterrània. La mar li garanteix un clima mediterrani càlid amb unes pluges de 470 mm per any. Limita amb les governacions d'Ariana, Manouba i Ben Arous. El llac de Tunis està en aquesta governació.
Té una superfície de 288 km² i una població de prop del milió i mig d'habitants, la majoria empleats al sector serveis (73%) i industrial (17%). La ciutat de Tunis n'és la capital.

## Economia
Les principals activitats econòmiques són el tèxtil, el cuir, el calçat, l'electrònica i algunes altres. Disposa de les millors infraestructures del país amb l'aeroport internacional de Tunis-Cartago, el port comercial de la Goleta (98% dels passatgers de tots els ports del país), el port de Tunis (destinat a activitats recreatives), vies de ferrocarril, autopistes (central i oriental). També disposa dels més importants equipaments culturals: Museu del Bardo, entre d'altres, així com centres esportius i molts llocs turístics (Cartago, Sidi Bou Said, Gammarth, La Marsa, Tunis Happy Days, Parc El Bouhaira, Golf de Soukra). Les zones industrials són quatre: La Goulette, Charguia, Ibn Khaldoun, i Jbel Jelloud.

## Organització administrativa
La governació fou creada el 21 de juny de 1956 amb el nom de governació de Tunis i suburbis i una extensió més reduïda. El 1973, en crear-se la governació de Tunis del Sud es va anomenar governació de Tunis del Nord. El 1981 va rebre territoris de la governació de Tunis del Sud, que ja s'anomenava governació de Zaghouan i se'n va fixar la superfície actual, alhora que va prendre el nom que avui dia porta.
El seu codi geogràfic és 11 (ISO 3166-2:TN-12).

### Delegacions
Està dividida en 21 delegacions o mutamadiyyes i 159 sectors o imades:
- Carthage (11 51)
  - Sidi Bou Saïd (11 51 51)
  - Amilcar (11 51 52)
  - Carthage Byrsa (11 51 53)
  - Carthage Plage (11 51 54)
  - Le Jasmin (11 51 55)
  - Cité Mohamed Ali (11 51 56)
- La Medina (11 52)
  - La Medina (11 52 51)
  - El Hafsia (11 52 52)
  - Bab Bénat (11 52 53)
  - Souk El Nhes (11 52 54)
  - El Assouak (11 52 55)
  - Bab Mnara (11 52 56)
  - Tourbet El Bey (11 52 57)
  - El Zraria (11 52 58)
  - Sidi Ali Azouz (11 52 59)
  - El Taoufik (11 52 60)
  - El Sabaghine (11 52 61)
  - Sidi Boumendil (11 52 62)
- Bab El Bhar (11 53)
  - Bab El Bhar (11 53 51)
  - Les Jardins (11 53 52)
  - Lac de Tunis (11 53 53)
  - Mongi Slim (11 53 54)
  - Habib Thameur (11 53 55)
  - Taïeb El M’hiri (11 53 56)
  - Hédi Chaker (11 53 57)
  - Sidi El Bahri (11 53 58)
- Bab Souika (11 54)
  - Tronja (11 54 51)
  - Bab El Khadra (11 54 52)
  - Bab Sâadoun (11 54 53)
  - Borj Zouara (11 54 54)
  - Bab El Assel (11 54 55)
  - El Halfaouine (11 54 56)
  - Bab Souika (11 54 57)
  - Bab Sidi Abdessalem (11 54 58)
  - Zaouiet El Bekria (11 54 59)
  - Hammam El Rmimi (11 54 60)
  - Sidi Djebali (11 54 61)
- El Omrane (11 55)
  - El Omrane (11 55 51)
  - Djebel El Ahmar (11 55 52)
  - Cité des Oliviers (11 55 53)
  - Ras Tabia (11 55 54)
  - Bir Atig (11 55 55)
  - Oued El Sebai (11 55 56)
- El Omrane Supérieur (11 56)
  - Cité Ibn Khaldoun I (11 56 51)
  - El Romana (11 56 52)
  - Cité Ibn Khaldoun II (11 56 53)
  - Cité Ibn Khaldoun VI (11 56 54)
  - Cité El Intilaka (11 56 55)
  - El Omrane Supérieur (11 56 56)
  - El Nassim (11 56 57)
  - Ahmed Tlili (11 56 58)
  - Es-Sadique (11 56 59)
- Ettahrir (11 57)
  - Ettahrir 1 (11 57 51)
  - Ettahrir 2 (11 57 52)
  - Ettahrir 3 (11 57 53)
  - Ettahrir Superieur (11 57 54)
  - El Hadika (11 57 55)
- El Menzah (11 58)
  - 1er Juin (11 58 51)
  - El Menzah (11 58 52)
  - El Fath (11 58 53)
  - El Manar (11 58 54)
  - El Manar 1 (11 58 55)
- Cité El Khadra (11 59)
  - Cité El Khadra (11 59 51)
  - Cité Jardin (11 59 52)
  - Ech-Charguia (11 59 53)
  - Khéreiddine Pacha (11 59 54)
  - Ali Belhouane (11 59 55)
  - Farhat Hached (11 59 56)
  - El Bouhaira (11 59 57)
  - Cité Essalem (11 59 58)
- Le Bardo (11 60)
  - Le Bardo (11 60 51)
  - Le Bardo Nord (11 60 52)
  - Le Bardo Sud (11 60 53)
  - El Hadika (11 60 54)
  - Bou-Choucha (11 60 55)
  - Bonne Residence (11 60 56)
  - Khaznadar (11 60 57)
  - El Fath (11 60 58)
  - Ksar-Saïd (11 60 59)
  - Ksar-Saïd II (11 60 60)
  - El Bassatine (11 60 61)
  - Es-Säada (11 60 62)
  - Ksar-El Bortal (11 60 63)
  - Ibn Sina (11 60 64)
- Sijoumi (11 61)
  - Cité Helel (11 61 51)
  - Ali Belhouane (11 61 52)
  - En-Najah (11 61 53)
  - CIté des Martyrs (11 61 54)
  - Bir Anniba (11 61 55)
  - Mellassine (11 61 56)
- Ezzouhour (11 62)
  - Ezzouhour (11 62 51)
  - Ezzouhour IV (11 62 52)
  - Es-Säada (11 62 53)
  - Es-Soumrane (11 62 54)
  - Cité Tayarane (11 62 55)
  - Bach-Hamba (11 62 56)
- El Hraïria (11 63)
  - El-Hraïria (11 63 51)
  - Ezzouhour V (11 63 52)
  - El Akba (11 63 53)
  - El Akba Supérieur (11 63 54)
  - Ghédir El Golla (11 63 55)
  - El Antit (11 63 56)
  - El Foula (11 63 57)
  - Tarak Ibn Ziad (11 63 58)
  - Ezzahrouni (11 63 59)
- Sidi Hassine (11 64)
  - Borj-Chakir (11 64 51)
  - Sidi Hassine (11 64 52)
  - El Jaïara (11 64 53)
  - Attar (11 64 54)
  - 20 Mars (11 64 55)
  - Byrine (11 64 56)
  - Meghiret Inzel (11 64 57)
  - 25 juillet (11 64 58)
  - 14 Janvier (11 64 59)
- Ouardia (11 65)
  - El Ouardia (11 65 51)
  - Bou-Gatfa (11 65 52)
  - Tahar Sfar (11 65 53)
  - Cité El Izdihar (11 65 54)
  - Cité Mohamed Ali (11 65 55)
  - Sidi Belhassen (11 65 56)
- El Kabaria (11 66)
  - El Kabaria 1 (11 66 51)
  - El Kabaria 2 (11 66 52)
  - El Kabaria 3 (11 66 53)
  - El Kabaria 4 (11 66 54)
  - Cité Ennour (11 66 55)
  - Ibn Sina 1 (11 66 56)
  - Ibn Sina 2 (11 66 57)
  - El Mourouj 2 (11 66 58)
- Sidi El Bechir (11 67)
  - Sidi El Béchir (11 67 51)
  - Sidi Mansour (11 67 52)
  - Mâakel Ezzaïm (11 67 53)
  - Farhat Hached (11 67 54)
  - Abulkacem Ech-chebbi (11 67 55)
  - Saïda Manoubia (11 67 56)
- Djebel Djeloud (11 68)
  - Sidi Fathallah (11 68 51)
  - Ali Bach-Hamba (11 68 52)
  - El Garjouma (11 68 53)
  - Cité El Fath (11 68 54)
  - Es-Sebkha (11 68 55)
  - El Afrane (11 68 56)
  - Djebel Djeloud (11 68 57)
- La Goulette (11 69)
  - La Goulette (11 69 51)
  - La Goulette Casino (11 69 52)
  - Khéireddine (11 69 53)
  - Taîeb Mhiri (11 69 54)
  - Cité Essalama (11 69 55)
- El Kram (11 70)
  - Le Kram Est (11 70 51)
  - Erriadh (11 70 52)
  - El Bouhaïra (11 70 53)
  - Sidi Fredj (11 70 54)
  - Le Kram Ouest (11 70 55)
  - Sidi Amor (11 70 56)
  - Bir El Helou (11 70 57)
- La Marsa (11 71)
  - La Marsa Plage (11 71 51)
  - La Marsa Medina (11 71 52)
  - La Marsa Hadayek (11 71 53)
  - La Marsa Erriadh (11 71 54)
  - Er-Rmila (11 71 55)
  - La Marsa El Montazeh (11 71 56)
  - Gammarth (11 71 57)
  - Gammarth Supérieur (11 71 58)
  - Sidi Daoued (11 71 59)
  - El Bahr El Azrak (11 71 60)

### Municipalitats
Està dividida en vuit municipalitats o baladiyyes i 29 circumscripcions o dàïres:
- Tunis Ville (11 11)
  - Medina (11 11 11)
  - Bab El Bhar (11 11 12)
  - Bab Souika (11 11 13)
  - El Omrane (11 11 14)
  - El Omrane Supérieur (11 11 15)
  - Ettahrir (11 11 16)
  - El Menzah (11 11 17)
  - Cité El Khadhra (11 11 18)
  - Sijoumi (11 11 19)
  - Ezzouhour (11 11 20)
  - Hraïria (11 11 21)
  - El Ouardia (11 11 23)
  - El Kabaria (11 11 24)
  - Sidi El Béchir (11 11 25)
  - Djebel Djelloud (11 11 26)
- Le Bardo (11 12)
  - Le Bardo (11 12 11)
  - Ksar-Saïd (11 12 12)
  - El Hadayak (11 12 13)
- El Kram (11 13)
  - El Kram Est (11 13 11)
  - Sidi amor (El Kram Ouest) (11 13 12)
  - Aïn Zaghouan (11 13 13)
- La Goulette (11 14)
  - La Goulette (11 14 11)
  - Cité Taîeb Mhiri (11 14 12)
- Carthage (11 15)
  - Carthage (11 15 11)
  - Carthage Mohamed Ali et El Yasmina (11 15 12)
- Sidi Bou Said (11 16)
- La Marsa (11 17)
  - La Marsa (11 17 11)
  - Gammarth (11 17 12)
  - Sidi Daoued (11 17 13)
  - Cité Er-Riadh (11 17 14)
- Sidi Hassine (11 18)